# 王亚君
王亚君（1956年1月14日—），女，浙江余姚人，中华人民共和国政治人物，曾任福建省归国华侨联合会党组书记、主席，中华全国归国华侨联合会副主席，第十二届全国政协委员。

## 担任职务
第十二届全国政协委员